# Umm An-Naser
Umm an-Naser oder Om al-Nasr (arabisch أم النصر, DMG Umm an-Naṣr, auch al-Qarya al-Badawiya / القرية البدوية / al-Qarya al-Badawiyya) ist ein palästinensisches Dorf im Gouvernement Nordgaza des Staates Palästina im Gazastreifen.
Nach Angaben des Palästinensischen Zentralbüros für Statistiken (PCBS) hatte das Dorf im Jahr 2017 etwa 4737 Einwohner. Das Dorf wurde 1997 auf einer Fläche von 800 Dunam gegründet. Die Mehrheit der Bewohner sind Beduinen.